# Topologija
Topologija v geografskem smislu preučuje kraje, posebej zgodovino, nakazano s topografijo.
Topologíja je red čiste matematike oziroma geometrije, to pa obravnava samo tiste lastnosti množice, ki ohranjajo vsako obrnljivo, v obe smeri zvezno preoblikovanje te množice. Takim lastnostim rečemo topološke lastnosti. Če se dve množici zmoreta preslikati ena v drugo, sta homeomorfni in sta s stališča topologije enaki.
Splošna zgleda topoloških lastnosti sta povezanost in povezanost s potmi.
Zgled homeomorfnih množic sta kocka in krogla, medtem ko za krog to ne velja, saj imata različne razsežnosti.
Topologija preučuje topološki prostor in tudi določa pomen razsežnosti.